# Associazione Calcio Femminile Marmi Trani 80 1982
Questa voce raccoglie le informazioni riguardanti l'Associazione Calcio Femminile Marmi Trani 80 nelle competizioni ufficiali della stagione 1982.

## Stagione
Il massimo campionato italiano comporta maggiori impegni finanziari, tecnici ed organizzativi. Si decide di ampliare la base societaria, interessando direttamente gli operatori economici tranesi del settore marmifero, che rispondono positivamente all'iniziativa sponsorizzando la squadra, che per questo motivo prende il nome di Marmi Trani 80.
Potendo contare di maggiore solidità economica si acquistano le migliori calciatrici in circolazione: arrivano Carolina Morace, Luana Pavan, Paola Bonato, Adele Marsiletti, Anne O'Brien, Flora Bighin, Ivana Masella, Claudia Salvestri e Marina Del Lungo.
Insperatamente è in lotta fino a due giornate dal termine per la conquista dello scudetto con l'Alaska Gelati Lecce ed il Gorgonzola, ma ottiene un onorevole terzo posto. Vede convocate in Nazionale quattro sue calciatrici: Pavan, Marsiletti, Bonato e Morace.

## Rosa
| N. |                   | Ruolo | Calciatrice        |
| -- | ----------------- | ----- | ------------------ |
|    | Italia (bandiera) | C     | Flora Bighin       |
|    | Scozia (bandiera) | D     | Maria Blagojevic   |
|    | Italia (bandiera) | D     | Paola Bonato       |
|    | Italia (bandiera) | C     | Marina Del Lungo   |
|    | Scozia (bandiera) | A     | Helen Harkison     |
|    | Italia (bandiera) | A     | Marinella Macaolo  |
|    | Italia (bandiera) | D     | Antonella Marrazza |
|    | Italia (bandiera) | A     | Adele Marsiletti   |

| N. |                    | Ruolo | Calciatrice       |
| -- | ------------------ | ----- | ----------------- |
|    | Italia (bandiera)  | C     | Ivana Masella     |
|    | Italia (bandiera)  | A     | Carolina Morace   |
|    | Irlanda (bandiera) | C     | Anne O'Brien      |
|    | Italia (bandiera)  | D     | Anna Palma        |
|    | Italia (bandiera)  | P     | Luana Pavan       |
|    | Italia (bandiera)  | C     | Tonia Russo       |
|    | Italia (bandiera)  | C     | Claudia Salvestri |
|    | Italia (bandiera)  | C     | Flavia Visentin   |